# Gøtudanskt
Gøtudanskt (färöiska: gøtudanskt, IPA: [ˈgøːtʊdaŋ̊kst], betyder ordagrant "gatudanska" eller "Gøta-danska") är den särskilda accenten av danska som talas av delar av befolkningen på Färöarna som främmande språk. Denna form av danska talas i synnerhet av äldre färingar och personer utan regelbunden kontakt med språket, samt då man sjunger traditionella danska sånger.
Gøtudanskt påminner om de norska accenterna och är därmed mer lättförståeligt för svenskar och norrmän. Accenten har ett färöiskt tonfall och kännetecknas av att den i högre grad uttalar stavelserna i ett ord än riksdanskan. Den har inte heller det kännetecknande stötljudet som de danska dialekterna har och har en hårdare klang.
Den färöiska språkforskaren Jógvan í Lon Jacobsen skriver följande om gøtudanskt i språkundervisningen på Färöarna:
| ” | Det skandinaviska uttalet har också den pedagogiska fördelen att man lär sig mycket bättre dansk rättstavning, och det är ett faktum att många färingar är mycket duktiga i att skriva på danska. Modernt danskt uttal ligger onekligen mycket långt ifrån skriven danska. Jag menar dock inte att man skall ”gå tillbaka” till det skandinaviska uttalet av danskan, men lärarna bör göra eleverna uppmärksamma på den och understryka den stora praktiska betydelsen som den kan ha i kommunikationen med skandinaver, inklusive danskar. | „ |

Namnet gøtudanskt härstammar sannolikt från namnet på orten Norðragøta (Gøta) på Eysturoy, i betydelsen «så som de talar danska i Gøta». Förklaringen att namnet står för den ordagranna betydelsen gatudanska är inte sannolik då danska aldrig har talats ”på gatan” på Färöarna.